# Frede Møller-Kristensen
Frede Jens Møller-Kristensen (1933 – 21. februar 2003) var en dansk orientalist, indolog og bibliotekar, som især huskes som gerningsmanden i det store bogtyveri. Fra 1967 til 2000 var han ansat ved Det Kongelige Bibliotek, hvor han fra 1969 til 1987 var leder af bibliotekets orientalske samling.
1960 blev han mag.art. i indisk filologi og modtog allerede 1957 Københavns Universitets guldmedalje for prisopgaven Kongedømmet i det gamle Indien, som var en besvarelse af spørgsmålet: "Der ønskes en på dharmaśāstra- og arthaśāstra-tekster byggende undersøgelse over kongedømmet i det gamle Indien". I 1967 blev den lovende og sanskritkyndige forsker ansat ved nationalbiblioteket. Han blev afdelingsleder i 1969, men måtte gå af i 1987 på grund af tiltagende alkoholisme.
Fra omkring 1970 og indtil 1978, hvor biblioteket indførte rutinemæssig kontrol af både gæster og ansatte, stjal Møller-Kristensen ca. 3.200 kostbare og sjældne bøger fra sin arbejdsplads. Han pakkede dem ind i brunt papir og tog dem med hjem til sin bopæl i Espergærde, hvor han omhyggeligt fjernede bibliotekets stempler og mærker fra bøgerne. I 1975 blev biblioteket klar over, at en række sjældne bøger var bortkommet.
Først ca. tyve år efter begyndte han at sælge ud af værkerne. I 1998 solgte han 24 stjålne bøger på auktioner i London og New York, hvilket indbragte ham 2,4 mio. kr. Indtægterne blev anvendt til afdrag på realkreditlån, renovering af huset og køb af et aircondition-anlæg.
Han døde af kræft i 2003 og er anonymt begravet på Egebæksvang Kirkegård. Da hans enke sommeren samme år fortsatte salget af bøger, blev bogtyveriet afsløret, fordi hun indleverede den uhyre sjældne bog Propalladia til auktion hos Christie's i London. Auktionshuset kontaktede Det Kongelige Bibliotek, som havde verdens eneste komplette eksemplar, og sagens rette sammenhæng kom for dagens lys. Både Frede Møller-Kristensens enke Eva, søn, svigerdatter og en ven af familien blev efterfølgende dømt for hæleri. Enken blev idømt tre års fængsel og et erstatningskrav på 17,9 mio. kr.
Motivet til Frede Møller-Kristensens handlinger henstår i det uvisse. Det eneste, der med sikkerhed kan siges, er, at han konsekvent udvalgte de mest kostbare, men samtidig ikke unikke, bogværker.
Han medvirkede sammen med Nynne Koch og Povl Meisner til bogen Det indre univers (1972) og udgav Tekster til buddhismen (Gyldendal 1980) og sammen med Kaj Ove Krogh Hinduismen (Munksgaard 1980, norsk udgave på Aschehoug 1981). Han var tillige konsulent på Den Store Danske Encyklopædi.